# Xã Ohio, Quận Bartholomew, Indiana
Xã Ohio (tiếng Anh: Ohio Township) là một xã thuộc quận Bartholomew, tiểu bang Indiana, Hoa Kỳ. Năm 2010, dân số của xã này là 1.787 người.